# Versões alternativas do Homem-Aranha
Homem Aranha é o nome de vários personagens de quadrinhos no multiverso da Marvel Comics. O original e mais conhecido é Peter Parker criado por Stan Lee e Steve Ditko da Terra 616. Dentro do universo principal da Marvel, tem havido outros personagens que tomaram o manto, como Ben Reilly e Doutor Octopus.
Fora do universo mainstream, existem diferentes encarnações do Homem-Aranha em universos alternativos, como a versão do universo Ultimate. Originalmente, esses personagens eram retratados como separados uns dos outros, mas eles se cruzaram no Aranha-Verso, onde as muitas versões do Homem-Aranha são os principais protagonistas do enredo. Esses personagens foram posteriormente fundidos no mesmo universo na série de quadrinhos de 2015, Guerras Secretas, como parte da família Homem-Aranha.

## Universo Ultimate
Em Ultimate Homem-Aranha, Peter ainda é um adolescente que cursa o colegial. Mas seus problemas não são menores. Ele foi picado por uma aranha modificada geneticamente por uma droga criada por Norman Osborn e produzida pela Oscorp. A droga Oz, responsável pelo surgimento de seus futuros inimigos, Duende Verde e Duende Macabro. Após a morte de seu tio Ben, Peter se transforma no Homem-Aranha. A série apresenta uma versão diferente para as origens do herói e de grande parte dos seus vilões. Peter conta a sua namorada, Mary Jane, de sua identidade secreta além de trabalhar no Clarim Diário como web-designer e não como fotógrafo. Gwen é uma garota revoltada que, ao final da saga, namora brevemente o "Cabeça de Teia" , e ao contrário do Homem-Aranha do universo 616, Peter já namorou, além das citadas acima, a mutante Lince Negra, dos X-Men.

## 2099
Miguel O'Hara, chefe de uma das pesquisas da Alchemax ganha seus poderes de aranha devido a mistura da substância que ficara dependente com os códigos do chamado Projeto Aranha virando assim, o Homem-Aranha do ano 2099. O Homem-Aranha 2099 escapou da devastação de sua realidade natal e agora faz parte dos Exilados!

## Dinastia M
Na Dinastia M, além de sua identidade não ser secreta, Peter Parker é um dos heróis mais famosos que existem, tendo J.Jonah Jameson como seu funcionário - um assessor puxa-saco, constantemente humilhado em público. Casado com a linda Gwen Stacy, com quem tem um filho. Ele e sua família, composta pelo seus tios, Ben e May Parker, vivem felizes. O que Parker não desconfiava era que seus inimigos, Norman Osborn e J.Jonah Jameson, estavam tramando para desmascará-lo (Peter fingia ser mutante para ser aceito pela sociedade, que, sendo mutante e a maioria da população, tratava os humanos como cidadãos de segunda classe). Isso levantou a ira da população, que queria a morte do Homem-Aranha. Tempos depois, tudo foi esclarecido.
Quando Peter retomou a consciência, quis matar a Wanda e toda a sua família, pois por causa dela tinha que perder, de novo, três pessoas que ele amava e um filho que ele nunca teve.

## 1602
Na graphic novel 1602, a contraparte do Homem-Aranha se chama Peter Parquagh, e ele é o pajem de Sir Nicholas Fury, a contraparte de Nick Fury nessa realidade.

## MC2
Em MC2, Peter treinou a filha (May "Mayday" Watson-Paker) para ser a Garota-Aranha (Spider-Girl), já que por causa de um acidente não podia mais combater o crime.

## Spider-Gwen
É um universo alternativo, Gwen Stacy foi a mordida pela aranha radioativa, não Peter Parker. Nesta história ele é o Lagarto e acaba morrendo, marcando Gwen da mesma que sua morte marcou Peter no Universo principal.

## Supaidāman
É um universo alternativo, Takuya Yamashiro é um piloto de motocross japonês que recebeu poderes de aranha e se tornou o Homem-Aranha através de alienígenas. Nesse universo, Takuya possui um robô mecha gigante chamado "Leopardon".